# María Luisa Santés
María Luisa Santés (Madrid, España; 10 de junio de 1893 - Buenos Aires, Argentina; 28 de septiembre de 1979)  fue una primera actriz española, que incursionó extensamente en el cine y  en teatro argentino.

## Biografía
María Luisa Santés nación en Madrid, España, era hija de María Díez, una actriz que se perpetuó en las antologías del teatro español, casada con Fernando Santés.
Se casó desde joven con el actor Nicolás Carreras (padre) con quien tuvo a sus tres hijos: Los productores Nicolás y Luis, y el mítico director, Enrique Carreras. Fue la cuñada del actor Vicente Roig casado con Amalia Santés, madre de la mítica intérprete Maruja Roig y del jefe de producción Carlos Roig.
Santés llegó a la Argentina junto con su esposo y sus hijos a principio de la década de 1920.
Es la abuela de María, Enrique, Marisa y Victoria Carreras.

## Carrera
Abocada a la actuación actuó en más de 20 filmes, y en decenas de obras teatrales.

### Filmografía
- 1945: La dama duende
- 1946: Milagro de amor
- 1949: Con los mismos colores
- 1950: Bólidos de acero
- 1953: Los tres mosquiteros
- 1953: La tía de Carlitos
- 1954: Somos todos inquilinos
- 1955: Ritmo, amor y picardía
- 1956: Cubitos de hielo

- 1958: El primer beso
- 1958: De Londres llegó un tutor
- 1958: Mientras haya un circo

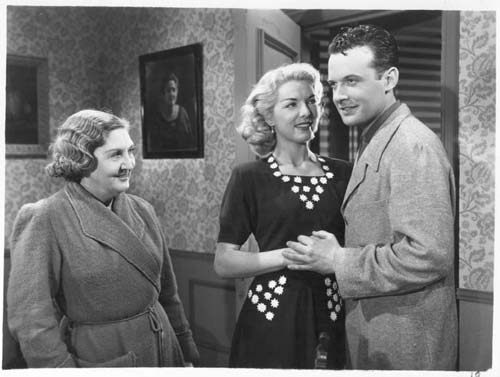
María Luisa Santés junto a Nelly Darén y Ricardo Passano en Bólidos de acero de 1950.

- 1959: Angustias de un secreto como Gertrudis
- 1959: Nubes de humo
- 1961: Canción de arrabal
- 1961: La cumparsita
- 1962: Héroes de blanco u Hombres y mujeres de blanco como la Hermana Inés
- 1963  El sexto sentido
- 1964: Un viaje al más allá
- 1967: ¡Esto es alegría!
- 1967: ¡Qué noche de casamiento![3]

### Televisión
En 1958 hizo Nubes de humo, junto con Alberto Castillo, Francisco Álvarez, Alberto Bello y Beatriz Taibo.

### Teatro
En teatro Santés  junto a su esposo Nicolás integraron una compañía que representó importantes obras clásicas y  muy tradicionales.